# Orcières
 Orcières  es una población y comuna francesa, situada en la región de Provenza-Alpes-Costa Azul, departamento de Altos Alpes, en el distrito de Gap y cantón de Orcières. En sus inmediaciones se encuentra la estación de esquí de Orcières-Merlette.

## Demografía
| 514 | 734 | 855 | 890 | 841 | 810 |
| Para los censos de 1962 a 1999 la población legal corresponde a la población sin duplicidades (Fuente: INSEE [Consultar]) |     |     |     |     |     |